# كريستيان فافيلا
كريستيان فافيلا (بالإسبانية: Cristian Favela)‏ مواليد 12 نوفمبر 1979 في ولاية سينالوا، المكسيك، هو ملاكم محترف مكسيكي يصنف ضمن فئة وزن الوسط.

## إحصائيات
خاض خلال مسيرته 75 نزالا، فاز في 38 وتعادل في 5 وخسر في 32. فاز بالضربة القاضية في 24 نزالا.

## روابط خارجية
- كريستيان فافيلا على موقع بوكس ريك (الإنجليزية) (registration required)